# 1969 Alain
1969 Alain eller 1935 CG är en asteroid i huvudbältet, som upptäcktes den 3 februari 1935 av den belgiske astronomen Sylvain Arend i Uccle. Den har fått sitt namn efter Alain Vanheste, make till en av upptäckares barnbarn.
Asteroiden har en diameter på ungefär 22 kilometer.